# 이연걸
이연걸(중국어 간체자: 李连杰, 정체자: 李連杰, 병음: Lǐ Liánjié 리롄제[*], 본명: 이양중(중국어 간체자: 李阳中, 정체자: 李陽中, 병음: Lǐ Yángzhōng 리양중[*]), 영문 이름은 젯 리(Jet Li) 1963년 4월 26일 ~ )는 중화인민공화국에서 출생한 배우이자 무예가이다.

## 생애
그는 1963년 4월 26일 중화인민공화국 베이징에서 출생하였다. 아호(雅號)는 샤오린(小林, 소림)·사오린(少林, 소림)이며, 상하이에서 유아기를 보냈다. 8살부터 소림무술을 배운 그는 중국 전국 우슈(무술) 대회에 출전해 5회 연속으로 종합 우승을 거뒀을 정도의 탁월한 무술 실력(아직도 그 기록을 깨는 사람은 없다.) 덕분에 16세 시절이던 1979년에 <소림사>라는 작품으로 영화계에 데뷔했다. 이후 홍콩으로 건너와 1991년 서극(徐克) 감독과 함께 한 <황비홍>이 크게 히트하면서 스타의 자리를 확고히 했다. 이연걸은 이소룡-성룡을 잇는 차세대 액션스타로 급부상하며, 당시 아시아권에서 그의 변발과 우아하고 정확한 무술 동작은 한동안 큰 화젯거리였다. 또한 <황비홍>의 주제곡 "남아당자강"('남자는 스스로 강해져야 한다'라는 의미) 역시 무협영화음악의 대명사로 등극한다. 그 인기는 대한민국에도 고스란히 전해졌으며 대한민국에서 홍콩 영화의 전성기를 다시 한번 이끌어낸다. 이로써 이연걸은 영화배우로서 1차 전성기를 맞게 된다. 1991년 한 해에만 이연걸은 6편의 영화를 몰아서 찍었는데, 시나리오를 차분히 검토할 시간조차 없었다고 한다.
1988년 파이널 파이터 철권 영웅으로 첫 감독을 맡고, 1998년 <리셀 웨폰 4>로 할리우드 데뷔. 키스 오브 더 드래곤, 더 독 등 해외에서 주연을 맡은 영화도 차례 차례 공개되어 세계적으로 유명한 액션 스타가 되었다.
2006년 <무인 곽원갑>의 시사회 참석차 한국에 방문한다. 그는 이 영화를 "무인으로서의 철학을 담은 마지막 영화"라고 소개한 것이 잘못 통역되어 대한민국 언론에 와전되며 "이연걸 영화계 은퇴" "이연걸 출가" 등과 같은 잘못된 정보가 퍼진 바 있다.
2008년 성룡과의 공동 주연작 <포비든 킹덤>이 개봉하며 또 한번 할리우드에 도전장을 내밀게 되며 흥행에도 어느 정도 성공한다. 같은 해 영화 <미이라 3>에서 황제 역할을 무난히 소화해내며 할리우드의 주연급 배우로 확고히 자리매김하게 된다.

### 경력
- 1971년 8세 때에 베이징 체육 운동 학교에 입학한다. 그 때부터 중국 무술을 배우기 시작했다.
- 1974년 중국 전국 무술 대회에서 개인 종합 우승을 한다. 이후, 5년 연속 우승의 기록을 수립한다.
- 1979년 《소림사》에서 영화 데뷔.
- 1998년 《리썰 웨폰 4》에 출연. 이 작품에 의해서 할리우드 데뷔를 성공적이었고 할리우드, 유럽, 홍콩, 중국 등 세계적인 배우가 된다.
- 1999년 여배우 리즈(利智)와 재혼하여 그녀와의 사이에 딸이 2명 있기에 모두 슬하에 딸이 4명 있다.
- 2001년 할리우드 영화 《매트릭스 2》에 출연료 문제로 하차하고, 할리우드 영화 《더 원》으로 출연료 750만 달러를 받는다. 동양계 배우로서는 성룡(Jackie Chan) 다음으로 높은 개런티를 받게된다.
- 2004년 수마트라 지진 해일로 가벼운 부상을 당하였으나 다행히 가족들은 무사하게 피난했다.
- 2006년 동년 공개된 영화 《SPIRIT》를 마지막으로 무술 영화로부터 은퇴한다고 공언하였다. 이 영화로, 홍콩 영화 평론 학회대장의 주연 남우상을 수상했다.
- 2007년 수마트라 지진 해일에 당한 것을 계기로 중국 적십자사로 협력하여 기금을 설립. 기금 활동을 본격적으로 개시한다.
- 2008년 영화 《워로드/남자들의 맹세》로 1억 위안(약 125억 원)의 개런티로 중국영화역사상 최고의 개런티를 받는 배우로 등극하였고, 홍콩 영화금상장(홍콩 아카데미상)의 주연 남우상을 수상한다.
- 2008년 3월 후원 기금으로 포브스 잡지에 「아시아의 자선가 48명」에게 선출되는 등 각 방면에서 좋은 평가를 받고 있었다.
- 2008년 4월 성룡과의 첫 공동 출연작 포비든 킹덤이 공개되었다. 성룡과의 공동 출연은 15년 전에 기획이 있었지만 실현되지 않았다.
- 2008년 5월 발생한 쓰촨 대지진으로 자원봉사 활동에 전념하기 위해 2008년도 연내의 예능 활동은 하지 않을 것을 선언하였다.
- 2012년 할리우드 영화 《익스펜더블 2》에 출연한다. 이 영화는 영국의 액션배우 제이슨 스테이섬과의 4번째 공연작이다.

## 출연작
- 1982년 소림사
- 1986년 소림사 2
- 1986년 이연걸의 남북소림
- 1986년 중화영웅
- 1988년 용재천애
- 1988년 소림해등법사
- 1988년 동방거룡
- 1989년 풍운인물
- 1989년 용행천하
- 1991년 동방불패
- 1991년 황비홍
- 1992년 황비홍 2
- 1993년 황비홍 3
- 1993년 태극권
- 1993년 방세옥
- 1993년 방세옥2-대도무문
- 1993년 대도무문
- 1993년 의천도룡기 - 장무기 역 (제작)
- 1993년 황비홍 - 철계투오공 - 황비홍 역
- 1994년 소림오조 - 홍계관 역
- 1994년 보디가드 - 보디가드, 허정양 역
- 1994년 정무문 - 진진 역
- 1994년 소림 쿵후
- 1995년 이연걸의 영웅
- 1995년 탈출
- 1996년 모험왕
- 1996년 흑협
- 1997년 황비홍 6: 서역웅사 - 황비홍 역
- 1998년 리쎌 웨폰4 - 와 싱 쿠 역
- 1998년 히트맨
- 2000년 로미오 머스트 다이
- 2001년 키스 오브 드래곤
- 2001년 드래곤
- 2002년 더 원
- 2003년 크레이들2 그레이브
- 2003년 영웅
- 2005년 더 독
- 2006년 무인 곽원갑 - 곽원갑 역
- 2008년 포비든 킹덤
- 2008년 워
- 2008년 명장
- 2008년 미이라3 : 황제의 무덤
- 2009년 건국대업
- 2010년 익스펜더블
- 2010년 해양천국
- 2011년 용문비갑
- 2011년 백사대전
- 2012년 익스펜더블2
- 2013년 타이지 0 3D
- 2014년 익스펜더블 3 - 인양 역
- 2015년 불이신탐
- 2016년 봉신연의: 영웅의 귀환
- 2020년 뮬란 - 황제 역

## 수상
- 1974년 중국 무술 대회 - 종합 우승[2]
- 1995년 대만 금마장 특별상
- 2008년 제27회 홍콩 국제 영화제 남우 주연상
- 2010년 미국 타임지 세계에서 가장 영향력 있는 100인

## 일화
- 할리우드 첫 진출작 리쎌 웨폰 4를 촬영 당시 제작각본이 마음에 들지 않았던 이연걸은 좀더 현실감있는 액션신을 연출하고 싶어했다. 주연배우인 멜 깁슨에게 실제로 자기를 때리면서 연기해줄 것을 부탁했고, 그 결과 한 대도 맞지 않고 더욱 리얼한 액션신을 연출했다는 일화는 유명하다. 그만큼 이연걸의 무술배우출신 영화배우로서의 스피드와 민첩성을 증명할 수 있는 일화이다.
- 세간에 이연걸이 문맹으로 알려졌지만 영화 [명장] 촬영당시의 해프닝이며, 사실 그는 영어에도 능통하며 매일 불교철학과 관련된 서적을 읽을 정도로 독서에도 조예가 깊다고 한다.
- 이연걸의 수련한 무술은 다음과 같다.
- 장권(북파계열의 무술)
- 번자권(탄력도를 높여 매우 빠른 스피드를 자랑한다. 이연걸의 가장 주특기 무술이며 주먹을 초당 7~8회 정도 쓸 수 있다고 한다.
- 팔괘장 (다른 무술과 달리 주먹을 쓰지 않고 원을 그리며 손바닥으로 공격하는 무술이다.)
- 태극권(부드러운 동작 속에 강함을 추구하는 중국의 가장 보편화된 무술이다.)
- 형의권(더원에서 선보였다.)
- 취권 (정신은 맑되 동작은 술 취한 사람처럼 행하는 무술이다.)
- 응조권 (독수리가 앞발로 사냥하는 형상을 본뜬 무술이다.)
- 당랑권(사마귀의 앞발모양의 형상을 취하며 행하는 무술이다.)
- 이외에도 이연걸은 각종 병장기(창, 도검, 봉술)에도 능하며 우슈 분야에서는 중화권에서 무신으로 불리며 최고로 인정받는다.
- 이연걸이 소림사 출신이며 소림사에서 몇년간 도를 닦았고 소림사의 대중에 안 알려진 최고의 무술을 배웠다는 건 잘못된 정보이며, 사실 그는 북경업여체육학교에서 8살때 최초로 무술을 시작했다.
- 그의 무술체계는 영화용이며 실전에서는 무모하다고 하는 논란이 매우 많다. 이에 대해 이연걸은 다음과 같이 말한다.

'이 세상에서 가장 강한 상대는 바로 나자신이며 나자신과의 싸움에서 이기는 자가 강한 자이다'
일단 전투 모드로 돌입하게 된다면 각종 무술의 기술을 선보이게 되며 어떠한 인간도 이길 수 있다고 한다.
그의 무술철학은 스파링, 싸움은 가장 어리석은 것에 불과하며 그것은 무예, 무술을 잘못 이해하는 것이라고 한다.
실제로 2006년 방한 때, 당시 대한민국의 최강 파이터인 최홍만과의 1:1격투 시 누가 이길 것인가의 투표 배틀에서 압도적으로 승리한 적이 있다.

## 기타 활동
- 그는 1위안이라는 단체를 설립해 자선활동에 적극 참여하고 있다. 또한 2008년 쓰촨 대지진 당시 피해 복구를 위해 1년 동안 영화 촬영을 금지할 것을 선언한면서 이렇게 말한다. "개런티로 계산하면 매년 1억 위안 (약 150억원) 정도 수입이 줄겠지만 돈이 문제가 아니다. 되도록이면 많은 시간을 내서 이재민을 돕고 싶다"고 강조했다.

## 같이 보기
- 성룡
- 견자단